# Jiří Ryšavý
Jiří Ryšavý, v USA též Jirka Rysavy, (* 30. dubna 1954, Praha) je bývalý český atlet a americký podnikatel českého původu.

## Život a činnost
V mládí závodil v atletice za pražskou Slavii. Na Mistrovství Československa v atletice 1973, stejně jako na Mistrovství Československa v atletice 1976, získal bronz v běhu na 400 metrů. I přes nadějné výsledky se avšak z důvodu zranění nemohl zúčastnit olympijských her v roce 1976 v Montréalu. 
Po vystudování pražského ČVUT získal v 80. letech povolení k výjezdu ze země. Zpočátku cestoval po různých zemích a nakonec emigroval do USA. Usadil se v městečku Boulder ve státě Colorado. Zde brzy založil úspěšnou obchodní firmu Transecon (Transformational Economy) a část zisku investoval do vývoje nové firmy Crystal Market, obchodující s biopotravinami, kterou později úspěšně prodal společnosti Wild Oats Market.
Později, inspirován teorií Sama Waltona, založil v roce 1986 novou firmu Corporate Express, která roku 1994 vstoupila na burzu NASDAQ a dostala se do žebříčku firem Fortune 500. Ryšavý byl za tuto aktivitu nominován v magazínu Inc. na ocenění Podnikatel roku. V roce 1998 firmu odkoupila nizozemská společnost Buhrmann.
Také jeho další firma Gaiam byla magazínem Inc. označena za 10. nejrychleji rostoucí americkou firmu. Ta dala později vzniknout vlastní televizní platformě Gaia, Inc. zaměřené na videa a spoty s esoterickou, spirituální a duchovní tematikou. Její tržní hodnota v roce 2019 činila 105 milionů amerických dolarů.
Ryšavý také režíroval vlastní pseudovědecký dokumentární film „Tajemství vody“, který však je kritizován za šíření neověřených informací a konspiračních teorií.